# Згорње Побрежје
Згорње Побрежје (словен. Zgornje Pobrežje) је насељено место у општини Речица об Савињи, Савињска регија, Словенија.

## Историја
До територијалне реорганизације у Словенији било је у саставу старе општине Мозирје.

## Становништво
У попису становништва из 2011. године, Згорње Побрежје је имало 112 становника.
| Број становника према пописима | Број становника према пописима | Број становника према пописима |
| ------------------------------ | ------------------------------ | ------------------------------ |
| 1991                           | 2002                           | 2011                           |
| 97                             | 104                            | 112                            |